# 12406 Zvíkov
12406 Zvíkov este un asteroid din centura principală, descoperit pe 25 septembrie 1995 de Miloš Tichý și Zdeněk Moravec.